# The Edge (film)
The Edge is een Amerikaanse film uit 1997 met
Anthony Hopkins en Alec Baldwin in de hoofdrollen.

## Verhaal
Charles Morse is een miljardair die zijn fortuin verdiende als uitgever. Robert Green is een van zijn naaste medewerkers en Charles is gehuwd met de mooie jonge Mickey Morse. Samen met fotograaf Stephen vliegen ze in Morse' privéjet naar Alaska waar ze een watervliegtuig huren om in een klein afgelegen dorpje te geraken. Daar hebben ze een huisje gehuurd. De volgende dag doet Stephen een fotoshoot met Mickey. In het huisje hangt een foto van een Indiaan en die willen ze graag mee op de foto's hebben. Ze horen dat de man ver afgelegen woont en met het vliegtuig gaan ze naar hem toe. Bij aankomst blijkt hij op jacht te zijn en dus vliegen ze verder om hem te zoeken. Onderweg hebben Charles en Bob het over hun vriendschap. Bob zegt hypothetisch dat hij enkel uit is op Charles' geld en vrouw. Die vraagt vervolgens hoe Bob hem dan wil vermoorden. Dan vliegen ze in op een zwerm vogels. Het vliegtuig raakt beschadigd en stort neer in een meer. Enkel Charles, Bob en Stephen overleven de crash en staan nu met hun drieën in de wildernis van Alaska.
Om onderkoeling te voorkomen maken ze een vuurtje. Charles probeert het met een lucifer aan te steken maar als dit niet lukt gebruikt Bob er een van hun vuurpijlen voor. Dan besluit Charles om te voet naar de blokhut van de Indiaan te trekken omdat men daar naar hen zal beginnen zoeken. De boekwijze Charles maakt een kompas met een paperclip op een blad op water. Zo weten ze waar het zuiden ligt en ze gaan op weg. Onderweg worden ze aangevallen door een kodiakbeer. Ze vluchten over een boomstam over een rivier. Charles valt en kan gered worden maar verliest daarbij wel de vuurpijlen. Na lange tijd onderweg komen ze terug bij hun eerste kamp en beseffen ze dat ze in een cirkel gelopen hebben. Charles vermoedt dat het metaal in zijn broeksriem zijn kompas verstoorde. Hij geeft Stephen een mes zodat die een speer kan maken om vis te vangen. Stephen steekt het mes echter in zijn been en raakt zwaargewond. Die avond worden ze aangevallen door dezelfde beer als voorheen die is afgekomen op de geur van het bloed van Stephen en Stephen wordt door de beer gedood.
Ze vluchten opnieuw weg. De beer komt achter hen aan maar ze kunnen hem afhouden door een cirkel van vuur te maken. Ze besluiten dat ze in beweging moeten blijven tot ze gevonden worden. De volgende ochtend wordt Charles opnieuw aangevallen door de beer en ze komen tot de conclusie dat de beer hen zal blijven achtervolgen. Charles besluit dat ze de beer moeten doden. Ze lokken het dier en na een gevecht waarbij Bob gewond raakt kan Charles
hem spiesen op een tak. Vervolgens hebben ze de beer te eten en gebruiken ze de vacht als warme jas. Ze trekken verder en stuiten op een oude verlaten jachthut. Als Charles een papiertje zoekt om vuur aan te steken vindt hij de bestelbon bij het gegraveerde zakhorloge dat hij van Mickey kreeg voor zijn verjaardag. Daarop staat dat ook Bob zo'n horloge kreeg en de gravering daarop doet hem inzien dat Mickey en Bob een affaire hebben.
Subtiel confronteert Charles Bob hiermee. Die laadt een jachtgeweer dat in de hut ligt en dwingt Charles ermee naar buiten. Terwijl Charles op hem inpraat dringt hij Bob achteruit tot hij in een berenval valt.
Charles helpt de zwaargewonde Bob uit de kuil. Met een kano die naast de hut ligt varen ze de nabijgelegen rivier af tot op een open vlakte waar Charles een vuur maakt. Bob heeft intussen veel bloed verloren en is stervende. Dan vliegt een reddingshelikopter voorbij. Die merkt hen eerst niet op maar als Charles een tak op het vuur legt die veel rook veroorzaakt keert hij om en landt. Als Charles echter terug naar Bob loopt is die reeds overleden. Terug bij zijn vrouw geeft Charles haar het horloge van Bob. Aan de pers die inmiddels aanwezig is, vertelt hij ten slotte dat zijn twee vrienden stierven terwijl ze zijn leven aan het redden waren.

## Rolbezetting
| Acteur            | Personage          | Opmerkingen           |
| ----------------- | ------------------ | --------------------- |
| Anthony Hopkins   | Charles Morse      |                       |
| Alec Baldwin      | Robert 'Bob' Green |                       |
| Elle Macpherson   | Mickey Morse       |                       |
| Harold Perrineau  | Stephen            |                       |
| Bart the Bear     |                    | beer                  |
| L.Q. Jones        | Styles             |                       |
| Kathleen Wilhoite | Ginny              |                       |
| David Lindstedt   | James              |                       |
| Mark Kiely        |                    | mecanicien            |
| Eli Gabay         |                    | piloot jet            |
| Larry Musser      |                    | piloot watervliegtuig |
| Brian Arnold      |                    | journalist            |
| Bob Boyd          |                    | journalist            |
| Kelsa Kinsly      |                    | journalist            |
| Gordon Tootoosis  | Jack Hawk          |                       |
| Randy Birch       |                    |                       |
| Larry Lefebvre    |                    |                       |
| Brian Steele      |                    |                       |